# Alope (geslacht)
Alope is een geslacht van kreeftachtigen uit de infraorde van de garnalen (Caridea).

## Soorten
- Alope orientalis (De Man, 1890)
- Alope spinifrons (Milne Edwards, 1837)